# Disphragis crocea
Disphragis crocea är en fjärilsart som beskrevs av Paul Dognin 1909. Disphragis crocea ingår i släktet Disphragis och familjen tandspinnare. Inga underarter finns listade i Catalogue of Life.